# Ямальский волок
Ямальский волок — волок на полуострове Ямал между Байдарацкой губой и Обской губой.

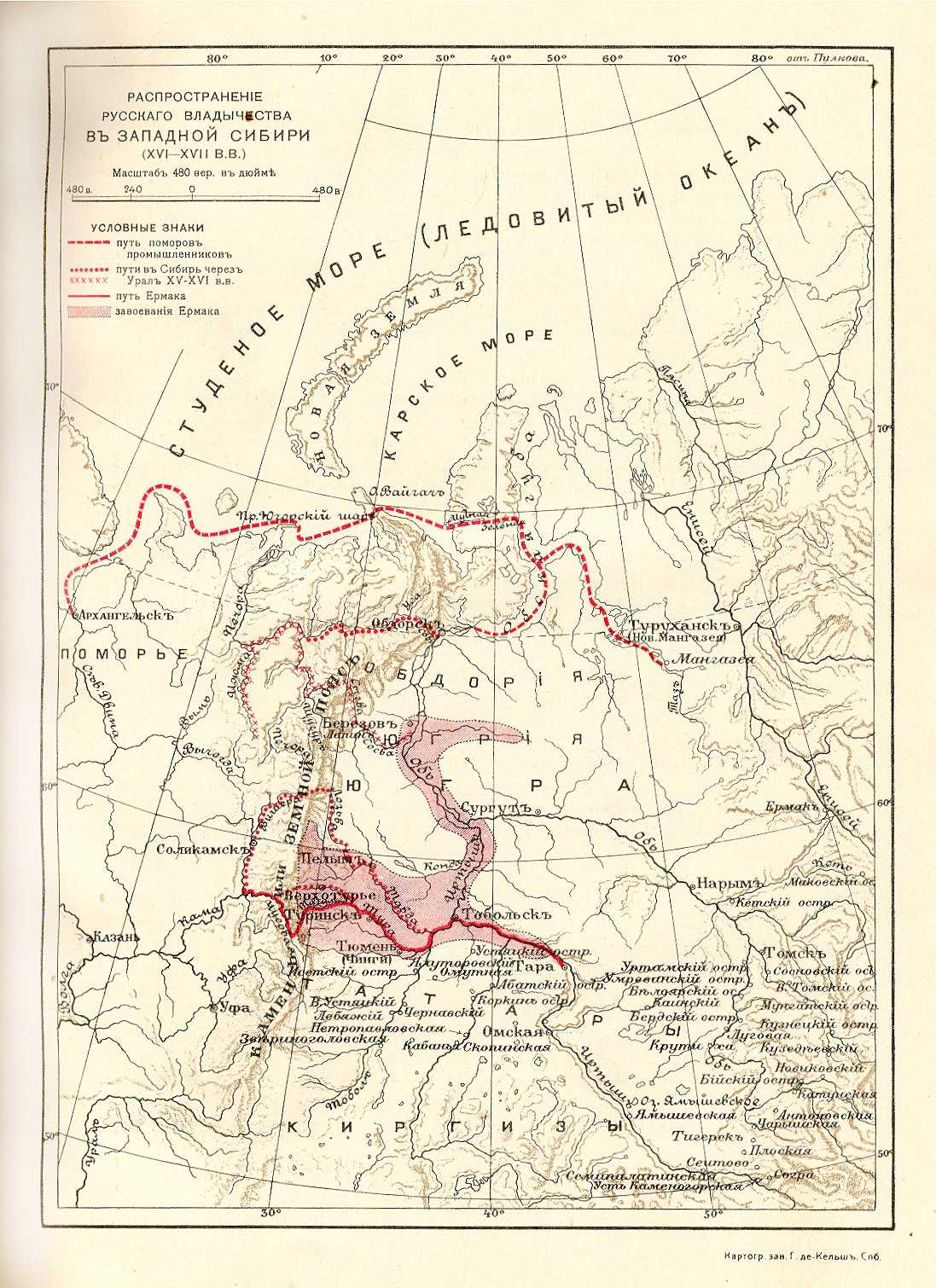
Путь архангелогородцев до Мангазеи через ямальский волок на карте Западной Сибири

Волок известен историкам как древний морской ход, по которому поморы в средние века «ходили за камень» (Уральские горы). Ещё в XVI веке через ямальский волок поморы совершали свои походы в Обскую губу. Предположительно, ещё в конце XVI столетия на правом, более низком берегу судоходной тогда реки Лососёвой, позднее переименованной в Мангазейку, при впадении её в Таз, могла появиться их торговая фактория Мангазея.
В 1616 году архангелогородцы, пройдя на кочах вдоль мезенских и пустозерских берегов через Вайгачский пролив в Байдарацкую (Карскую) губу Нярзомского (Карского) моря, дошли до Ямала. Они поднялись по протекающей поперёк полуострова реке Мутная (Сё-яха западная) (приток Мордыяхи) в озёро Маль-То (система озёр Ней-То (Мутное)), преодолели песчаный волок (70°08′20″ с. ш. 70°50′00″ в. д.) до озера Ямбу-То (Зелёное) и по реке Зелёная (Сё-яха восточная) вышли в Обскую губу, проложив таким образом морской путь в златокипящую Мангазею из Архангельска. В центре песчаного волока находится озерко Луцихамо-То (Озеро Погибших Русских). На высоком берегу озера Ямбу-То находится астрономический знак, поставленный Омской гидрографической экспедицией в 1936 году.
В 1619 году московским правительством, опасавшимся беспошлинной торговли с иностранцами, был запрещён мангазейский морской ход. Стража, выставленная в проливе Югорский Шар, на Матвеевом острове и ямальском волоке была призвана следить за выполнением указа, а также «…проведывать про немецких людей, чтобы отнюдь в Сибирь, в Мангазею немецкие люди водяным путём и сухими дорогами ходу не приискали…».